# Río Primero (El Carmen)
El río Primero, es un curso natural de agua que nace en las faldas de la cordillera de Doña Ana de la Región de Coquimbo y fluye hacia el poniente hasta la confluencia con el río del Medio (El Carmen) para dar origen al río El Carmen.

## Trayecto
Nace en las faldas de la cordillera de Doña Ana en la cordillera de los Andes con dirección oeste recibiendo al río Los Cuartitos hasta la confluencia con el río del Medio (El Carmen) para dar origen al río El Carmen en el sector de Juntas del Medio.
Al reunirse con el río del Medio, ambos dan vida al río El Carmen.

## Caudal y régimen
El río Primero drena las laderas del extremo sur de la cordillera de Doña Ana con lo que aporta cerca del 40% del caudal de su río principal, El Carmen.: 231 
La Dirección General de Aguas divide la cuenca en tres partes:: 49–50 
1. La subcuenca del Carmen, que desde su nacimiento en la cordillera de los Andes hasta su junta con el río del Tránsito presenta un régimen nival, con crecidas en diciembre en años húmedos, producto de los deshielos, mientras que en años secos se observan caudales muy bajos a lo largo de todo el año. El período de estiaje ocurre en el trimestre mayo-julio.
2. La subcuenca del Tránsito, que drena el río el Tránsito y el Conay, tiene un régimen nival, con crecidas entre noviembre y enero, en años húmedos, mientras que en años secos se observan caudales muy bajos a lo largo del año. El período de estiaje ocurre en el trimestre julio-septiembre.
3. La subcuenca del Huasco, que desde su nacimiento en la confluencia de los ríos El Tránsito y El Carmen, posse un régimen nival, con crecidas en diciembre y enero en años húmedos, producto de los deshielos. En años secos se observan caudales muy bajos durante todo el año, especialmente entre noviembre y abril, debido a la poca acumulación nival que se produce en este tipo de años. El período de estiaje ocurre en el trimestre agosto-octubre.

Hans Niemeyer, sin embargo, no es tan enfático. Al señalar que su régimen es nival, advierte que muchos años el régimen, o su caudal, tiene 2 puntas, una durante el periodo de lluvias y una durante el periodo de deshielo.: 232 

## Historia
Luis Risopatrón lo describe en su Diccionario jeográfico de Chile (1924) sobre el río:: 694 
Primero (Rio). Nace en las faldas N de la cordillera de Doña Ana, corre hacia el N W en un cajón mui abundante en pastos, con potreros alfalfados en Los Cuartitos, se junta con el rio de El Medio i forma el de El Carmen; el sendero sube por la márjen S, pasa al otro lado en la puntilla que se encuentra a 1,5 kilómetros de Los Cuartitos, recorre unas vegas, pasa a la márjen S nuevamente i atraviesa las grandes vegas de Cruz de Zapata. 66, p. 220; 67, p. 312 i 314; 118, p. 66, 72 i 98; 134; i 156; i Primero o Conay en 67, p. 9.